# To Live and Die in L.A.
To Live and Die in L.A. is een Amerikaanse misdaadfilm uit 1985 onder regie van William Friedkin. De hoofdrollen worden vertolkt door William Petersen, Willem Dafoe, John Pankow, John Turturro en Darlanne Fluegel. De film is gebaseerd op de gelijknamige roman Gerald Petievich, een gewezen geheim agent. Petievich en Friedkin schreven samen het scenario voor de film. De muziek van de film werd gecomponeerd en uitgevoerd door Wang Chung.

## Verhaal
Jim Hart en zijn jongere collega Richard Chance werken als geheim agent voor de Amerikaanse overheid. Samen proberen ze een bende valsmunters onder leiding van Rick Masters op het spoor te komen. Wanneer Jimmy op een dag alleen op onderzoek gaat, komt hij niet meer terug. Hij wordt vermoord door de genadeloze psychopaat Rick Masters.
Richard Chance wil zijn collega wreken en gaat zelf op onderzoek uit. Hij krijgt hierbij de hulp van een nieuwe partner, John Vukovich, en de informante Ruth, met wie Chance soms ook het bed deelt. De twee agenten gaan op zoek naar de koerier van Masters. Die koerier, Carl Cody, wordt op heterdaad betrapt met vals geld en belandt achter de tralies. Masters begint aan zijn koerier te twijfelen en vreest dat hij voor verklikker gaat spelen in ruil voor strafvermindering. Masters huurt enkele zware jongens in om Cody in de gevangenis te vermoorden, maar Cody overleeft de aanslag op zijn leven.
Chance en Vukovich besluiten daarom maar om undercover te gaan. Ze willen zich voordoen als twee personen die vals geld van Masters willen kopen. Maar om dat plan te laten lukken, moeten ze eerst echt geld hebben. De twee vinden er niet beter op om de wet te overtreden en geld te stelen. Wat ze niet weten, is dat de man die ze beroven eigenlijk een undercoveragent van het FBI is. Wanneer de FBI-agent door zijn collega's per ongeluk wordt doodgeschoten, moeten Chance en Vukovich vluchten. Na een gevaarlijke achtervolging slagen de twee er in om te ontsnappen.
Met het gestolen geld gaan ze naar Masters. De deal gaat door, maar dan worden Chance en Vukovich door de bodyguard van Masters onder schot gehouden. Chance schiet de bodyguard dood, maar wordt vervolgens zelf gedood door Masters, die dan op de vlucht slaat. Masters gaat naar het pakhuis waar hij zijn vals geld maakt en sticht een brand. Alle bewijzen gaan in de vlammenzee op. Vukovich is hem ondertussen gevolgd en de twee beginnen aan een hevig gevecht. Vukovich wint en Masters blijft samen met al zijn spullen achter in de brand.
Ten slotte brengt Vukovich een bezoekje aan Ruth, de informante en vriendin van Chance. Ze vreest dat Vukovich haar gaat aangeven, maar dat doet hij niet. Net als Chance destijds beslist hij om Ruth als zijn informante te gebruiken.

## Rolverdeling
| Acteur            | Personage      |
| ----------------- | -------------- |
| William Petersen  | Richard Chance |
| Willem Dafoe      | Rick Masters   |
| John Pankow       | John Vukovich  |
| John Turturro     | Carl Cody      |
| Darlanne Fluegel  | Ruth           |
| Michael Greene    | Jim Hart       |
| Debra Feuer       | Bianca Torres  |
| Dean Stockwell    | Bob Grimes     |
| Steve James       | Jeff Rice      |
| Robert Downey sr. | Thomas Bateman |

## Productie

### Acteurs
Voor de selectie van de acteurs werd een groot budget opzijgezet. Hierdoor besefte regisseur William Friedkin al gauw dat hij geen grote namen zou kunnen vastleggen. Friedkin wilde letterlijk "a guy who could piss on his mother's grave and you would still like". Voor het personage Richard Chance liet hij de toen nog onbekende acteur William Petersen naar New York vliegen voor een auditie. Voor hij het goed besefte, had hij de rol al te pakken. Petersen was erg geïnteresseerd in zijn rol omdat zijn personage roekeloos was. Een dag later stelde Petersen voor om de acteur John Pankow te overwegen voor een rol in de film. Friedkin ging meteen akkoord en gaf hem het personage John Vukovich. Willem Dafoe die als Rick Masters ingezet werd, leerde voor zijn rol geld vervalsen.

### Scenario
Het scenario van de film is sterk gebaseerd op de gelijknamige roman van gewezen geheim agent Gerald Petievich. Heel wat dialogen en scènes zijn zo uit het boek genomen. Het eerste gedeelte van de film, waarin Jim Hart en Richard Chance samen een opdracht uitvoeren, is door Friedkin zelf verzonnen. En ook de grote autoachtervolging in de film werd door Friedkin zelf geschreven.

### Filmen
Het filmen moest snel gebeuren omdat Friedkin niet kon rekenen op een enorm budget. Met zo'n $6 miljoen als budget riep de regisseur vooral de hulp in van personen die het gewoon waren om onafhankelijke films te maken. Zo werd Robby Müller als cinematograaf gekozen. Heel wat scènes werden slechts één keer gefilmd om tijd en geld te besparen. Vaak kregen de acteurs te horen dat het om een repetitie ging, terwijl de camera stiekem alles filmde.
Zo werd er in de film echt vals geld gemaakt. Dit werd achteraf voor een groot deel vernietigd, maar enkele biljetten raakten toch nog verspreid en werden in sommige gevallen gelinkt aan de makers van de film. De filmmakers werden ondervraagd maar kenden geen gevolgen voor de (onbewuste) verspreiding van de biljetten.
Een van de laatste scènes die werd opgenomen, is de spectaculaire autoachtervolging. Het filmen van deze achtervolging duurde zo'n zes weken. Friedkin had zijn stuntcoördinator, Buddy Joe Hooker, de opdracht gegeven om een achtervolging te bedenken die beter was dan de achtervolging in The French Connection (1971), een film van Friedkin waarvoor hij een Oscar had gewonnen. Als de achtervolging niet beter was, dan zou Friedkin hem niet gebruiken in de film. De stunt was dus goed genoeg voor de regisseur, die zag hoe William Petersen voor een groot deel zelf reed met de wagen. Door de achtervolging liep het budget met zo'n $1 miljoen uit.
Na het vertonen van de film lieten de bazen van de filmstudio weten dat ze het einde niet goed vonden. Daarom filmde Friedkin nog een nieuwe einde, dat minder "negatief" was. Dit einde gebruikte hij in de film tijdens de proefvertoningen van de film. Toen de film in première ging, had het opnieuw hetzelfde einde als oorspronkelijk de bedoeling was.

## Filmmuziek
De muziek van de film werd gecomponeerd en uitgevoerd door de Britse muziekgroep Wang Chung. Regisseur William Friedkin was een fan van de muziek van Wang Chung en vooral van hun album Points on the Curve. Het nummer "Wait" van dat album werd door Friedkin ook gebruikt in To Live and Die in L.A.. Alle andere nummers werden speciaal voor de film geschreven. Het schrijven en uitvoeren van alle nummers, op uitzondering van de titelsong en "Wait", duurden niet langer dan twee weken.
De titelsong werd als single uitgebracht en raakte tot op plaats #41 in de Amerikaanse hitparade.
1. "To Live and Die in L.A." (Tony Swain, Steve Jolley) - 8:09
2. "Lullaby" - 5:51
3. "Wake Up, Stop Dreaming" (Wang Chung, David Motion) - 3:54
4. "Wait" (Chris Hughes, Ross Cullum) - 4:36
5. "City of the Angels" - 4:31
6. "The Red Stare" - 3:25
7. "Black-Blue-White" - 2:52
8. "Every Big City" - 3:13

## Kritiek
De film werd na de première met gemengde gevoelens beoordeeld. Sommige filmcritici noemden de film de terugkomst van William Friedkin, anderen zagen het dan weer als zijn zoveelste flop. Omdat To Live and Die in L.A. een politiefilm was, was de vergelijking met The French Connection (1971) nooit ver weg. In tegenstelling tot The French Connection, dat vijf Oscars won, kon To Live and Die in L.A. niet veel prijzen in de wacht slepen. Een andere vergelijking die nooit lang uitbleef, was die met de tv-serie Miami Vice (1984-1989). Dat vond ook Michael Mann, het brein achter de serie. Hij diende een klacht in wegens plagiaat, maar won de rechtszaak niet. Friedkin en Mann zijn tegenwoordig goede vrienden.
De acteerprestatie van William Petersen werd door de meeste recensenten als goed beoordeeld. De bekende filmcriticus Roger Ebert vergeleek hem zelfs even met Steve McQueen.
Door het einde van de film lag To Live and Die in L.A. zeker niet in het verlengde van andere actiefilms uit de jaren 80. Films als Rambo: First Blood (1982), Rambo: First Blood part II (1985), Rambo III (1988) en Die Hard (1988) zijn maar enkele van de vele actiefilms die in de jaren 80 eindigden met het hoofdpersonage dat al het geweld uit de film overleefde. Deze ietwat moralistische actiefilms werden achteraf beschouwd als een gevolg van het Ronald Reagan-tijdperk. To Live and Die in L.A. hoort daar zeker niet bij en dat verklaart ook de vaak negatieve kritiek die de film kreeg na zijn première. De reden waarom To Live in Die in L.A. niet thuishoort in dit rijtje van actiefilms is misschien wel te wijten aan het feit dat William Friedkin een filmmaker is die zijn grootste successen in de jaren 70 kende. De jaren 70 vormden niet toevallig een decennium dat wel plaats bood voor films die op het gebied van stijl nauw aansluiten bij To Live and Die in L.A.. Na het aflopen van de jaren 80 steeg dan ook het succes van de film, die op dvd wel een groot publiek bereikte en zelfs kon rekenen op het status van cultfilm.

## Prijzen en nominaties
In 1986 won To Live and Die in L.A. drie prijzen:
- De Audience Award op het Festival du Film Policier de Cognac
- Twee Stuntman Awards:
  - Beste voertuigstunt (Dick Ziker, Eddy Donno)
  - Meest spectaculaire scène (Dick Ziker)

## Trivia
- To Live and Die in L.A. is de derde politiefilm van William Friedkin. Eerder regisseerde hij ook al The French Connection (1971) en Cruising (1980).
- William Friedkin wilde oorspronkelijk het boek Red Dragon van Thomas Harris verfilmen. Dit plan ging niet door en dus filmde hij To Live and Die in L.A.. Enkele jaren later verfilmde Michael Mann het boek Red Dragon onder de titel Manhunter (1986). Ook in die film speelt William Petersen de hoofdrol.